# Lestoideidae
Lestoideidae zijn een familie van juffers (Zygoptera), een van de drie suborden van de libellen (Odonata). De familie omvat 2 geslachten en 5 soorten.

## Geslachten
De familie omvat de volgende geslachten:
- Chorismagrion Morton, 1914
- Lestoidea Tillyard, 1913